# Wilhelm Biernatzki
Jan Jelles Friedrich Wilhelm Biernatzki (* 20. April 1855 in Schöneberg; † 29. Februar 1940 in Voorde) war ein deutscher Landwirt, Journalist und Verbandsfunktionär.

## Kindheit und Ausbildung
Wilhelm Biernatzki war ein Sohn des Schriftstellers Karl Biernatzki und dessen Ehefrau Charlotte, geborene From. Er hatte fünf Schwestern und drei Brüder, darunter Johannes Biernatzki. 1859 kehrten die Eltern von der Gegend um Berlin in die Herzogtümer zurück und ließen sich in Altona nieder. Biernatzki wuchs hier auf und lernte vom Wintersemester 1863/64 bis 1866 gemeinsam mit seinem Bruder Karl am Christianeum. Nach einer längeren Krankheit ging er von der dortigen Quinta auf die private höhere Knabenlehranstalt von Theodor Thurn, die seit 1865 existierte.
Biernatzki ging zur Konfirmation und absolvierte danach eine landwirtschaftliche Ausbildung auf dem Hof Vester Hæsing auf Fünen. Dies könnte ggf. in Zusammenhang stehen mit seinem Onkel Hermann Biernatzki, der zur gleichen Zeit den Hof Pehmen am Plöner See kaufte. Nach Ausbruch des Deutsch-Französischen Krieges 1870/71 wechselte er auf den Hof Bousset in Einfeld. 1872 arbeitete er als Landwirtschaftsgehilfe, anfangs in Mecklenburg, danach auf Höfen in Schleswig-Holstein und vier Jahre auf dem Gut Waterneverstorf bei Conrad von Holstein.
Von Holstein empfahl Biernatzki ein landwirtschaftliches Studium. Da er kein Reifezeugnis hatte, stellte ihm das preußische Kultusministerium eine Sondergenehmigung aus. Gemäß der Matrikel der Universität Kiel studierte Biernatzki ab dem Wintersemester 1879/80. Vielleicht besuchte er dort bereits zuvor Vorlesungen als Gasthörer. Dies könnte der Grund sein, warum er selbst angab, ab 1876 studiert zu haben. An der Kieler Universität rief Biernatzki gemeinsam mit dem Mitstudenten Peter Jacob Johannssen die „Agronomische Gesellschaft“ ins Leben. Zweck der Organisation war die Kontaktpflege von praktizierenden Landwirten und an Hochschulen ausgebildeten Agrarökonomen. Die Gesellschaft existierte nicht wesentlich länger als ein Jahr. Sie bot  Vortragsabende und Exkursionen an und interessierte zahlreiche Personen, insbesondere Landwirte. Biernatzki lernte so bereits als Student mehrere einflussreiche Personen der Landwirtschaft in Schleswig-Holstein kennen. Das Studium schloss er im Sommersemester 1882 ab.

## Tätigkeiten aus Autor
Biernatzkis Bruder Karl gab seit 1881 in Kiel die Zeitschrift Der Norddeutsche Landwirth heraus und beschäftigte Wilhelm Biernatzki seitdem als Redakteur; ab dem September 1882 war er alleinverantwortlich. Der Landwirth konkurrierte seit 1876 mit dem Landwirthschaftlichen Wochenblatt für Schleswig-Holstein, bei dem es sich um das Vereinsorgan des Schleswig-Holsteinischen Landwirtschaftlichen Generalvereins handelte. Der Landwirth positionierte sich als unabhängige Zeitschrift durchaus kritisch in Bezug auf die Organisationsform des Vereins und dessen Wirken.
Ab 1881 repräsentierte Biernatzki den Land- und volkswirthschaftlichen Verein für Schönkirchen und Umgebung bei den Hauptversammlungen des Generalvereins. Dort versuchte er mit Nachdruck, Einfluss zu nehmen. Als freier Mitarbeiter sprach er bezahlt bei Zusammenkünften der Lokalvereine. Ende 1882 stellte er sich der Wahl zum Generalsekretär des Generalvereins mit Dienstsitz in Kiel. Bei der Abstimmung für den mit 5000 Mark Jahresgehalt dotierten Posten erhielt er jedoch nur ein Drittel der Stimmen. Die Stelle ging an den Hildesheimer Ökonomierat Carl Boysen. Auf einer Hauptversammlung im Juli 1883 scheiterte Biernatzki mit dem Versuch, seine Zeitschrift als offizielles Wochenblatt durchzusetzen. Dabei half ihm auch nicht die Unterstützung von unter anderem Georg Ahsbas.
Im Bereich des landwirtschaftlichen Journalismus hatte Biernatzki bereits zu dieser Zeit überregionale Bekanntheit erlangt. Seine Beiträge erschienen im Journal für Landwirthschaft aus Berlin, in der Deutschen Landwirthschaftlichen Presse aus Berlin, in Fühling’s Landwirthschaftlicher Zeitung (Berlin und Leipzig) und regelmäßig in Tageszeitungen. Dazu gehörten die Kreuzzeitung, die Tägliche Rundschau, die Hamburger Nachrichten und die Itzehoer Nachrichten.
Im Juli 1883 übernahm Biernatzki die Redaktion der Norddeutschen Landwirthschaftlichen Zeitung. Das Fachblatt erschien im Verlag seines Bruders und folgte auf die „Internationale Landwirthschaftliche Thier-Ausstellung Hamburg 1883“. Die Zeitung war für einen überregionalen Leserkreis gedacht, der Norddeutsche Landwirth hingegen für Interessenten der Region. Neben landwirtschaftlichen Themen übernahm Biernatzki die Redaktion der Schleswig-Holsteinischen Jahrbücher. Zeitschrift für die wirtschaftliche Kultur, die sozialen Bestrebungen und das öffentliche Leben der Gegenwart (1884/85), die er auch herausgab – sein Themenfeld reichte nun deutlich über die Landwirtschaft hinaus.
1882 gab Biernatzki mit dem Berliner Benno Martiny Die Zuchtbuchführung für Rindvieh heraus. Insbesondere Carl Petersen hatte Ende der 1870er Jahre auf Reichsebene eine Initiative gestartet, ein allgemeines deutsches Herdbuch einzurichten. Biernatzkis und Martinys Monographie behandelte daher ein sehr aktuelles Thema. 1883 veröffentlichten beide die Schrift Was heißt Viehzüchten und was sollen Viehzuchtvereine?. Ebenfalls 1883 leitete Biernatzki die große Tierausstellung in Hamburg. Er galt somit als ausgewiesener Experte für Fragen zur Viehzucht und zur Organisation.

## Wirken als Verbandsfunktionär und im Finanzwesen
Im Juli 1885 berief der Generalverein Biernatzki zum Geschäfts- und Herdbuchführer des Verbandes der schleswig-holsteinischen Viehzuchtvereine. Der neu geschaffene Verein hatte sich dem Generalverein angeschlossen. In dieser Position plante Biernatzki die Provinzialtierschau vom Juni 1886 in Kiel. Es handelte sich um die allgemeine Landestierschau, die nicht mehr in die Sparten Pferde- und Viehschauen getrennt war. In der Hauptsparte Rindvieh handelte es sich um die größte derartige Veranstaltung, die bis dahin auf dem europäischen Festland zu sehen war.
Seit Januar 1885 führte Biernatzki zusätzlich die Geschäfte des „Verbandes der Landwirthschaftlichen Consum-Vereine des Schleswig-Holsteinischen Landwirthschaftlichen Generalvereins“. Der Verein existierte seit dem September 1884 und hatte seinen Sitz in Neumünster. Darüber hinaus erhielt Biernatzki Aufwandsentschädigungen als Assistent des Generalsekretärs des Generalvereins. Ende Februar gab er den Norddeutschen Landwirth und die Norddeutsche landwirtschaftliche Zeitung auf. Er selbst redigierte stattdessen das Landwirtschaftliche Wochenblatt mit und übertrug dessen Druck von der Druckerei Schmidt und Klaunig aus Kiel zur Druckerei seines Bruders Karl.
Gegen 1886 erwarb Biernatzki ein Landhaus in Voorde. 1886 übernahm er den Vorstandsvorsitz des „Landwirtschaftlichen Vereins für das Kirchspiel Groß Flintbeck“ und konnte daher weiterhin als Delegierter an Hauptversammlungen des Generalvereins teilnehmen.
Im Rahmen der Internationalen Tierausstellung in Hamburg hatten die landwirtschaftlichen Genossenschaften die Reichsorganisation „Allgemeiner Verband der landwirtschaftlichen Genossenschaften e. V., Darmstadt“ gegründet, auch genannt „Organisation Haas“. Es handelte sich um den ersten landwirtschaftlichen Verband von Genossenschaften, der überregional tätig wurde. 1887 übertrug die Organisation Biernatzki den Vorsitz der Düngemittelkommission. Im Rahmen des sogenannten „Thomasmehlkrieges“ Ende der 1880er Jahre übernahm er als Vorsitzender eine überregional wichtige Position beim reichsweiten Boykott von Verbänden und Genossenschaften, die niedrigere Preise der Produzenten von Phosphatdünger erreichen wollten.
In den Anfangsjahren seiner Hauptbeschäftigung als Geschäftsführer des Konsumvereinverbandes konnte Biernatzki das Bezugsvereinswesen in Schleswig-Holstein nicht signifikant stärken. Dem Verband gehörten nur 34 Konsumvereine an, in den Kreisen Norderdithmarschen, Eckernförde, Segeberg und Sonderburg existierten gar keine Vereine. Ende der 1880er Jahre konnten die Mitglieder die Umsätze nicht steigern. Den 7. Verbandstag im Dezember 1890 besuchten lediglich 16 stimmberechtigte Personen. Biernatzki hielt im Geschäftsbericht fest, dass sich die Bezugsvereine zu einem Abnehmerkartell entwickeln wollten, das gegen die Kartelle von Herstellern und Landhändlern vorgehen wollte, damit jedoch nicht vorankam.
Biernatzki versuchte darüber hinaus, das Meiereiwesen genossenschaftlich einheitlich aufzustellen, was ihm anfangs nicht gelang. Im Mai 1891 plante er, den „Revisionsverband der schleswig-holsteinischen landwirtschaftlichen Genossenschaft“ aufzubauen. Aufgrund zu geringer Teilnehmerzahlen bei einer Versammlung der Genossenschaft in Neumünster konnte er das Vorhaben nicht umsetzen. Die regionalen Meiereiverbände existierten seit vielen Jahren und interessierten sich offensichtlich nicht wirklich für einen derartigen Zusammenschluss, mit dem sie die Eigenständigkeit aufgegeben hätten. So konnte Biernatzki in diesem Bereich keine einheitliche Organisation der Genossenschaften erreichen. Im Februar 1891 kandidierte er erneut als Generalsekretär des Generalvereins. Die Wahl gewann der Berliner Ernst Kirstein mit fünf Sechsteln der Stimmen.
Erfolgreicher gestalteten sich Biernatzkis Bestrebungen, die genossenschaftlichen Organisationen im Geld- und Warenverkehr zu vereinheitlichen. Entsprechende Ansätze existierten in Schleswig-Holstein seit längerer Zeit, so Ende 1884 durch Peter Christian Hansen. Die etablierten privaten ländlichen Sparkassenvereine konnten aufgrund ihrer gewachsenen Strukturen keine Änderungen durchführen. Biernatzki gründete im Januar 1895, quasi eigeninitiativ, die „Spar- und Darlehnskasse Quickborn“. Diese bot kurzfristige Kreditgeschäfte an und wickelte den Kontokorrentverkehr ab. Im Dezember 1895 entstand darüber hinaus die „Schleswig-Holsteinische Landesgenossenschaftskasse eGmbH Kiel“, die eine Zentrale für andere Spar- und Darlehenskassen darstellte. Hieraus entwickelte sich das heutige Wesen der Raiffeisenbanken.
Im Januar 1898 wurde die „Schleswig-Holsteinische landwirtschaftliche Hauptgenossenschaft eGmbH, Kiel“ gegründet. Teilnehmer zweier Gründerversammlungen wählten Biernatzki zum geschäftsführenden Mitglied des Vorstands (Direktor). Unter seiner Leitung entstand das „Haus der Landwirte“ (später: „Haus der landwirtschaftlichen Genossenschaften“). Das Haus diente als Zentralverwaltung der drei genossenschaftlichen Organisationen, die Biernatzki leitete. Vor dem Ersten Weltkrieg baute Biernatzki Düngemitteilfabriken auf, die dem Verband gehörten. Außerdem strukturierte er den Einkauf von Kunstdünger und Futterstoffen. Seine wesentliche Aufgabe bestand darin, das System der ländlichen Spar- und Darlehnskassen zu erweitern. 1900 entstand in Bilschau die 100. Niederlassung. In Schleswig-Holstein existierten zu dieser Zeit auch 100 landwirtschaftliche Genossenschaften. 1913 gab es in dem Bundesland bereits 360 Spar- und Darlehnskassen.

## Ruhestand
1918 ermordete ein offensichtlich seelisch gestörter Hausangestellter Biernatzkis Frau. Dies mag mit ein Grund gewesen sein, warum er zwei Jahre später alle Leitungsfunktionen niederlegte. Er ging daraufhin wieder nach Voorde. Hier publizierte er bis zu seinem Lebensende.

## Ehrungen
1902 erhielt Biernatzki den Kronenorden 4. Klasse. Fünf Jahre später wurde er zum Ökonomierat ernannt. 1913 bekam er den Roten Adlerorden 4. Klasse, 1926 die Freiherr-von-Heintze Medaille.